# اولا یاکوبسون
اولاً یاکوبسون (سوئدی: Ulla Jacobsson; ۲۳ مهٔ ۱۹۲۹ – ۲۰ اوت ۱۹۸۲) بازیگر اهل سوئد بود. وی بین سال‌های ۱۹۵۱ تا ۱۹۷۸ میلادی فعالیت می‌کرد.
از فیلم‌هایی که در آن نقش داشته می‌توان به زولو، قهرمانان تلمارک، لبخندهای یک شب تابستانی، تابستانی پر از خوشبختی و کالسکه شبح اشاره کرد.